# Narodi svijeta An
Anaiwan. Ostali nazivi: Anaywan, Anewan, Nowan, Enni-won, Yenniwon, Ee-na-won, En-nee-win, Eneewin, Inuwan, Inuwon, Nee-inuwon, Enuin.
- Lokacija: Novi Južni Wales, Australija
- Jezik/porijeklo: australski.
- Populacija (2007):
- Kultura:
- Vanjske poveznice:

Anaguta. Ostali nazivi: Naragutawa
- Lokacija: Piateau, Nigerija
- Jezik/porijeklo: benue-kongoanski narodi
- Populacija: 6,123 (1990).
- Kultura:
- Vanjske poveznice:

Anambé. Ostali nazivi:
- Lokacija: Pará, Brazil
- Jezik/porijeklo: Tupi-Guarani, Oyampi.
- Populacija:
- Kultura:
- Vanjske poveznice:

Anang. Ostali nazivi:
- Lokacija: Akwa lbom, Nigerija
- Jezik/porijeklo: benue-kongoanski narodi
- Populacija: 1,000,000 (1990).
- Kultura:
- Vanjske poveznice:

Andaki. Ostali nazivi: Andaqui
- Lokacija: Kolumbija
- Jezik/porijeklo: Barbacoa-Paez, Andaqui.
- Populacija:
- Kultura:
- Vanjske poveznice:

Andamanci. Ostali nazivi: Minkopi
- Lokacija: Andamani, Indija.
- Jezik/porijeklo: andmanski. plemenske grupe (3) i plemena: Önge-Jarawa: Önge, Jarawa, Sentineli, Jangil; Bojigjab: A-Pucikwar, Aka-Bea, Akar-Bale, Aka-Kol, Aka-Kede, Oko-Juwoi; Yerewa: Aka-Jeru, Aka-Bo, Aka-Kora, Aka-Cari.
- Populacija (2007):
- Kultura:
- Vanjske poveznice: The Andamanese Arhivirana inačica izvorne stranice od 27. svibnja 2012. (Wayback Machine)

Andakerebina. Ostali nazivi: Antakiripina (od Iliaura), Undekerebina, Walwallie, Willi-willi.
- Lokacija: Sjeverni teritorij, Australija
- Jezik/porijeklo: australski, porodica Pama-Nyunga
- Populacija (2007):
- Kultura:
- Vanjske poveznice:

Andegerebinha →Andakerebina 
Andilyaugwa →Ingura 
Andinci. Ostali nazivi: khivannal (endonim), Андинцы (ruski)
- Lokacija:
- Jezik/porijeklo: Avarsko-andodidojski narodi
- Populacija (2007):
- Kultura:
- Vanjske poveznice:

Andoa. Ostali nazivi:
- Lokacija: rijeka Pastaza, Peru. Dio je u Ekvadoru.
- Jezik/porijeklo: porodica Zaparo.
- Populacija: svega 5 govornika (1975 SIL), tope se u kečue i
- Kultura:
- Vanjske poveznice:

Andoke. Ostali nazivi: Andoque
- Lokacija: Kolumbija
- Jezik/porijeklo:
- Populacija:
- Kultura:
- Vanjske poveznice:

Andoni. Ostali nazivi: Obolo 8vlastito ime)
- Lokacija: Akwa lbom, Rivers, Nigerija
- Jezik/porijeklo: benue-kongoanski narodi
- Populacija: 100,000 (1990 Uche E. Aaron).
- Kultura:
- Vanjske poveznice:

Aneuk Jamee. Ostali nazivi:
- Lokacija: zapadna obala provincije Aceh, Indonezija, distrikti: Tapak Tuan, Samadua, Susoh, Manggeng i Labuhan Haji.
- Jezik/porijeklo: malajski narod.
- Populacija (2007): 16,000
- Kultura: žive uz obalu uz malene zaljeve. pretežno ribari, ostali gaje rižu i drugu kulturu. Klasno podijeljeni na plemiće-datuk. Srednju klasu čine poglavice hulu baling i religiozne vođe ulame, i posljednju najnižu, puk. Trgovci penggaleh prodaju robu od sela do sela.
- Vanjske poveznice:

Angaite. Ostali nazivi:
- Lokacija: departman Presidente Hayes, Paragvaj
- Jezik/porijeklo: Mascoi.
- Populacija: 4,000 (1991 SIL).
- Kultura: Cahco.
- Vanjske poveznice:

Angas. Ostali nazivi: Kerang, Karan
- Lokacija: Bauchi, Jigawa, Plateau, Nigerija
- Jezik/porijeklo: čadski narodi
- Populacija: 100,000 (1973 SIL).
- Kultura:
- Vanjske poveznice:

Anglo. Ostali nazivi: Anlo
- Lokacija:
- Jezik/porijeklo: spadaju u Ewe
- Populacija:
- Kultura:
- Vanjske poveznice:

 Anjula →Janjula 
Ankamuti. Ostali nazivi: Goomkoding, Yumakundji (možda od Jathaikana), Amkomti, Ondaima (? možda ime horde), Oiyamkwi (people on Red Island), Apukwi (people of Crab Island).
- Lokacija: Queensland, Australija
- Jezik/porijeklo: australski.
- Populacija (2007):
- Kultura:
- Vanjske poveznice:

Ankwei. Ostali nazivi:
- Lokacija:  Plateau, Nigerija
- Jezik/porijeklo: goemai, čadski narodi
- Populacija: 200,000 ili više (1995).
- Kultura:
- Vanjske poveznice:

Anmatjera. Ostali nazivi: Unmatjera (od Aranda), Imatjera, Anmatjara, Urmitchee, imena Janmadjara i Janmadjari (od Walpiri), Janmatjiri (oo Pintubi), Yanmedjara, Yanmadjari.
- Lokacija: Sjeverni teritorij, Australija
- Jezik/porijeklo: australski, porodica Pama-Nyunga.
- Populacija (2007):
- Kultura:
- Vanjske poveznice:

Anserma. Ostali nazivi:
- Lokacija: Kolumbija
- Jezik/porijeklo: Choco.
- Populacija:
- Kultura:
- Vanjske poveznice:

Antakirinja. Ostali nazivi: Antakarinja, Antakerinya, Antakerrinya, Andagirinja, Andagarinja, Andekerinja (od Aranda), Andekarinja, Antekarinja, Andigarinya, Andigirinji, Antin-gari, Andigari, Andgari, Andegilliga, Andigarina, Antigari, Andigiri, Anjirigna, Anterrikanya, Antegarinya, Antakerrinya, Antigerinya, Andjirigna, Unterrgerrie, Untergerrie, Aldolinga (i.e., Westerners), Ngonde, Tangara, Walarenunga, Yandairunga, Njuntundjara (ime dano od Jangkundjara).
- Lokacija: Južna Australija, Australija
- Jezik/porijeklo: australski, porodica Pama-Nyunga. Horde: Walarangunja (istočni dio Everard Rangesa), Kadjilaranda (ime horde sjeverno od Everard Ranges), Aluna (jezik koji se služe južne horde)
- Populacija (2007):
- Kultura:
- Vanjske poveznice:

Anyima. Ostali nazivi:
- Lokacija:  Cross River, Nigerija
- Jezik/porijeklo: Lenyima, benue-kongoanski narodi
- Populacija:
- Kultura:
- Vanjske poveznice:

A'ou, ostali nazivi:
- Lokacija: Kina
- Jezik/porijeklo: grupa Gelao, Tajski narodi
- Populacija:
- Kultura:
- Vanjske poveznice:

Apači. Ostali nazivi: Apache (engleski)
- Lokacija: Arizona, Novi Meksiko, Oklahoma
- Jezik/porijeklo: apački, porodica dene. Plemena: Chiricahua, Jicarilla, Mescalero, Lipan, Zapadni Apači, Kiowa Apači.
- Populacija (2007):
- Kultura: nomadi, lovci i sakupljači.
- Vanjske poveznice:

Apalachee, ostali nazivi:
- Lokacija: Florida
- Jezik/porijeklo: porodica muskogee.
- Populacija:
- Kultura:
- Vanjske poveznice:

Apalachicola, ostali nazivi:
- Lokacija: Florida
- Jezik/porijeklo: porodica muskogee.
- Populacija:
- Kultura:
- Vanjske poveznice:

Apalaí. Ostali nazivi: Aparai
- Lokacija: Pará, Brazil. Rijeke Jari i Citarem 20 sela
- Jezik/porijeklo: porodica karib.
- Populacija:
- Kultura:
- Vanjske poveznice:

Apayao. Ostali nazivi: Isneg, Isnag
- Lokacija: sjeverozapadni Luzon, od Abuloga do rijeke Apayao, provincija Apayao.
- Jezik/porijeklo: malajsko-polinezijski
- Populacija: 30,000 (1994 SIL).
- Kultura: tradicionalna posijeci-i-spali agrikultura zamijenjena je intenzivnim uzgojem riže. Poznati proizvođaći košara i hasura.
- Vanjske poveznice: Apayao  Arhivirana inačica izvorne stranice od 18. studenoga 2007. (Wayback Machine)

Apiaká. Ostali nazivi: Apiacá, Apingui, Tapê-iting
- Lokacija: sjeverni Mato Grosso, Brazil, gornji Rio Tapajos.
- Jezik/porijeklo: Tupi, Tupi-Guarani, Kawahib.
- Populacija:
- Kultura:
- Vanjske poveznice:

Apiaká. Ostali nazivi: Apiacá.
- Lokacija: Brazil.
- Jezik/porijeklo: Karib
- Populacija:
- Kultura:
- Vanjske poveznice:

Apinayé. Ostali nazivi: Apinajé, Apinaié, Apinagé
- Lokacija: Tocantins, blizu Tocantinopolisa, 6 sela, Brazil
- Jezik/porijeklo: apinaye, porodica gé.
- Populacija:
- Kultura:
- Vanjske poveznice:

Applai. Ostali nazivi: Appais; Kankanaeys;
- Lokacija: otok Luzon, Filipini. Općine: Besao, Sagada, i dijelom u Sabangan, Bauko i Tadian
- Jezik/porijeklo: malajsko-polinezijski
- Populacija: 178,294 (2000, National Commission on Indigenous Peoples)
- Kultura: žive sjedilački. Obrađivači tla (posijeci-i-spali), lončarstvo, proizvodnja košara od bambusa. Dvije socijalne klase, bogati Kadangyan i siromašni Kodo.
- Vanjske poveznice: Applai  Arhivirana inačica izvorne stranice od 8. prosinca 2007. (Wayback Machine)

Apurinã. Ostali nazivi: Aporinã, Ipurinan, Ipurinã, Ipuriná, Hypuriná, Popengare, Tiupurina, Jupurina, Kangiti
- Lokacija: Amazonas, Acre, Brazil
- Jezik/porijeklo: Arawak.
- Populacija: 2,000 (1994 SIL).
- Kultura:
- Vanjske poveznice:

Araba. Ostali nazivi: Aripa, Ngariba (od Walangama).
- Lokacija: Queensland, Australija
- Jezik/porijeklo: australski.
- Populacija (2007):
- Kultura:
- Vanjske poveznice:

Arabana. Ostali nazivi: Ngarabana, Arabuna, Arrabunna, Arrabonna, Arubbinna, Arapina (Iliaura suvvremeni naziv), Arapani, Urapuna, Urabuna, Urabunna, Urroban, Rabuna (iskrivljeni Aranda izgovor),  Wongkurapuna, Wangarabunna, Wonkurabana, Nulla.
- Lokacija: Queensland, Australija
- Jezik/porijeklo: australski. Horde: Jendakarangu ili Yendakarangu (kod Coward Springs), Peake tribe, Anna Creek tribe.
- Populacija (2007):
- Kultura:
- Vanjske poveznice:

Arabela. Ostali nazivi: Chiripuno
- Lokacija: rijeka Arabela, pritok Napoa, Peru.
- Jezik/porijeklo: Zaparo
- Populacija: 300  (1989 SIL).
- Kultura:
- Vanjske poveznice:

Arakwal. Ostali nazivi: Naiang, Coo-al, Kahwul, Njung, Nyung, Lismore tribe, Kogung, Jawjumjeri.
- Lokacija: Novi Južni Wales, Australija
- Jezik/porijeklo: australski.
- Populacija (2007):
- Kultura:
- Vanjske poveznice:

Aranda. Ostali nazivi: Aranta, Arunda, Arunta, Arranda, Arinta (od Iliaura), Arrinda, Urrundie, Herrinda, Arrundta, Wonggaranda, Arrunta, Ur-rundie, Ilpma, Ulpma, Arunta Ulpma, Pitjima (Iliaura ime za Istočne Aranda), Pitjapitja (Iliaura ime za Istočne Aranda), Wychinga,  Jairunda  (od Wirangu s južne obale), Aldolinga (znači easterners; Kukatja ime), Aldolanga, Wongkatjeri.
- Lokacija: Sjeverni teritorij, Australija
- Jezik/porijeklo: australski, porodica Pama-Nyunga. Horde: Waitjinga (horda Južnih Aranda; kod grada Macumba).
- Populacija (2007):
- Kultura:
- Vanjske poveznice:

Arapaho. Ostali nazivi:
- Lokacija: Montana, Kanada
- Jezik/porijeklo: arapaho, porodica algonkin.
- Populacija (2007):
- Kultura:
- Vanjske poveznice:

Arapáso. Ostali nazivi: Arapaço, Arapasso, Arapaço-tapuya, Arapáso-Tapuya, Koneá, Arapásu
- Lokacija: Amazonas,  Brazil
- Jezik/porijeklo: Tukano
- Populacija: 268 (1992 ALEM).
- Kultura:
- Vanjske poveznice:

Arapi. Ostali nazivi:
- Lokacija: Arapski poluotok, sjeverna Afrika, Irak.
- Jezik/porijeklo: arapski jezici, semitski.
- Populacija (2007):
- Kultura:
- Vanjske poveznice:

Arara do Acre →Shawanawá (Shawanauá)
Arara do Aripuanã. Ostali nazivi: Arara do Beiradão.
- Lokacija: Mato Grosso,  Brazil
- Jezik/porijeklo: neklasificirani. Govore portugalski
- Populacija:
- Kultura:
- Vanjske poveznice:

Arára do Pará. Ostali nazivi: Ajujure, Ukarãgmã, Ukarãngmã, Araras, Arara, I'târap.
- Lokacija: Pará u 2 sela, Brazil
- Jezik/porijeklo: karib.
- Populacija: 110 (1994 SIL).
- Kultura:
- Vanjske poveznice:

Arara do Rondônia. Ostali nazivi: Karo, Urukú, Urucu, Arára do Jiparaná
- Lokacija: Rondônia,  Brazil
- Jezik/porijeklo: Tupi, Ramarama
- Populacija: 170 (2004)
- Kultura:
- Vanjske poveznice:

Arara-tapúya. Ostali nazivi: Arara-Tapuia, Arara
- Lokacija: Amazonas,  Brazil
- Jezik/porijeklo: Carútana, Arawak
- Populacija:
- Kultura:
- Vanjske poveznice:

Araukanci, porodica naroda i jezika. Plemana: Chilote, Cunco, Huilliche, Leuvuche, Manzanero, Mapuche, Moluche, Pehuenche, Picunche, Ranquelche, Serrano, Taluche.
Arawak, porodica naroda i jezika. Obuhvaćaju brojna plemena u sjevernim i središnjim predjelima južne Amerike, po zapadnim Indijama i floridskoj obali, mnoga su nestala.
Arawak. Ostali nazivi: Lokono, Locono
- Lokacija: sjever Južne Amerike.
- Jezik/porijeklo: Arawak
- Populacija: 15,000 etničkih u Gvajani (1990 J. Forte); 700 u Surinamu; 150 do 200 u Francuskoj Gijani; nešto u Venezueli (obalno područje) (1977 SIL);
- Kultura:
- Vanjske poveznice:

Araweté. Ostali nazivi: Araueté
- Lokacija: Amazonas, u najmanje jednom selu blizu rijeke Xingú kod Altamire.
- Jezik/porijeklo: Tupi, Tupi-Guarani, Kayabi-Arawete
- Populacija: 184 (1994 ALEM).
- Kultura:
- Vanjske poveznice:

Arbëreshë. Ostali nazivi: Arbereschi, u albanskom Arbëreshët.
- Lokacija: južna Italija, Kalabrija, Apulija, Basilicata, Molise i Sicilija, južna Italija.
- Jezik/porijeklo: albanski, toskijski dijalekt. Navodno potomci Arvanita i Albanaca koji su u 15. stoljeću izbjegli pred Turcima u južnu Italiju.
- Populacija: 260,000 (1976 M. Stephens).
- Kultura: poljoprivreda i ovčarstvo
- Vanjske poveznice:

Arčinci. Ostali nazivi: Archi, Арчинцы (ruski)
- Lokacija:
- Jezik/porijeklo: lezginski narodi
- Populacija (2007):
- Kultura:
- Vanjske poveznice:

Areba. Ostali nazivi:
- Lokacija: Queensland,
- Jezik/porijeklo: porodica pama-nyunga
- Populacija (2007):
- Kultura:
- Vanjske poveznice:

Arikapu. Ostali nazivi: Aricapu, Arikapó.
- Lokacija: Rondônia
- Jezik/porijeklo: Makro-Ge, Yabuti.
- Populacija: 15 (1968 SIL).
- Kultura:
- Vanjske poveznice:

Arikara. Ostali nazivi:
- Lokacija:
- Jezik/porijeklo: arikara, porodica caddo.
- Populacija (2007):
- Kultura:
- Vanjske poveznice:

Arma. Ostali nazivi:
- Lokacija: Kolumbija
- Jezik/porijeklo: Choco.
- Populacija:
- Kultura:
- Vanjske poveznice:

Armenci, ostali nazivi Hayer (Հայեր), endonim. Haiq, Армяне (ruski)
- Lokacija: Armenija (2,933,000) i u još 53 zemlje, najviše u Rusija (1,109,000), SAD (905,000), Gruzija (347,000), Francuska (273,000), Iran (202,000), Azerbajdžan (153,000), Libanon (140,000), Argentina (132,000), Turska (115,000), Sirija (110,000), Irak (62,000), Ukrajina (49,000), Brazil (42,000), Australija (36,000), Njemačka (34,000), Uzbekistan (33,000), Kanada (30,000), Ujedinjeno Kraljevstvo (30,000), Bjelorusija (24,000), Kuvajt (22,000), Grčka (21,000), Turkmenistn (21,000),
- Jezik/porijeklo: armenski jezik, čini posebnu skupinu indoeuropske porodice, ima nekoliko dijalekata i posebno pismo. Armenci su jedan od najstarijih živih naroda na svijetu koji su se po vjewsno nazivali Haiq (Haikh), i izgleda vuku porijeklo od naroda starog carstva Urartu u području rijeka Aras, gornji tok Tigrisa i Eufrata a u kojem učestvuju i asmimilirani Hurijci i drugi narodi. Danas se dijele na Zapadne i Istočne, te na više plemena, među kojima Zok, čiji je poznati pripadnik bio Aram Hačaturjan (Արամ Խաչատրյան).
- Populacija (2007): 6,946,000
- Kultura:
- Vanjske poveznice: The Armenian People

Arnga. Ostali nazivi: Woljamidi, Woljamiri, Molyamidi, Kuluwara, Kulu-waran, Guluwarin, Kolaia, Arawari, Arawodi.
- Lokacija: Zapadna Australija, Australija
- Jezik/porijeklo: australski.
- Populacija (2007):
- Kultura:
- Vanjske poveznice:

 Arramouro →Jotijota 
Aruá. Ostali nazivi:
- Lokacija: Rio Branco post, Rondônia.
- Jezik/porijeklo: Tupi, Monde. Ogranak: Aruáshi
- Populacija:
- Kultura:
- Vanjske poveznice:

Arumanen-Manuvu. Ostali nazivi: Arumanen
- Lokacija: provincija North Cotabato, Mindanao, Filipini
- Jezik/porijeklo: jezik Ilianen, malajsko-polinezijski
- Populacija (2007): 17,000; po drugima oko 100,000
- Kultura: Društvo se satoji od 5 klasa: timuey (vladajuća grupa), Valian "šaman" (duhovni vođe), ratnici, puk i robovi. Sakupljanje i nešto agrikulture.
- Vanjske poveznice: Arumamen-Manuvu  Arhivirana inačica izvorne stranice od 14. kolovoza 2007. (Wayback Machine)

 Arunta →Aranda 
Arvaniti. Ostali nazivi: Arvanites (engleski), Arvanitët ili Arbërorët (albanski), Αρβανίτες (Arvanites, grčki), Arvaniti (talijanski)
- Lokacija: Atika, Beotija, južna Eubeja, otok salamina, trakija, poluotok Peloponez, Arkadija (Grčka), preko 300 sela.
- Jezik/porijeklo: arvanitika, toskijski dijalekt. Etnička grupa Toska.
- Populacija: 150,000 (2000).
- Kultura: Žena ima prilično jak utjecaj u tradicionalnom društvu.  Mladi migriraju u Atenu gdje se asimiliraju u Grke. Jezikom arvanitika pretežno govore stariji.
- Vanjske poveznice:

 Asheninca →Campa 
Assiniboin. Ostali nazivi: Assiniboine, Kameni kuhači, Kuhači kamena, Stone Boilers
- Lokacija: Montana, Kanada
- Jezik/porijeklo: assiniboin, porodica sioux.
- Populacija (2007):
- Kultura: prerijski lovci na bizone. Hrane se kuhala u kožnim vrećama ubačenih u vrelu vodu koja se zagrijavala usijanim kamenjem.
- Vanjske poveznice:

Asmat. Ostali nazivi:
- Lokacija: Indonezija, zapadna Nova Gvineja. Žive u najvećoj aluvijalnoj močvari na svijetu.
- Jezik/porijeklo: govore jezicima skupine Asmat-Kamoro, porodica Trans-Nova Gvineja. Grupa papuanskih plemena.
- Populacija: 70,000, preko 100 sela.
- Kultura: Vješti drvorezbari. Na zlu glasu po lovu na glave i kanibalizmu.
- Vanjske poveznice: Asmat – the most dreaded cannibals

Asteci. Ostali nazivi: Aztec, Azteca, Mexica.
- Lokacija: Meksiko
- Jezik/porijeklo: astečki, porodica uto-aztec. Porijeklom su od Nahua (Nahuatlaca). Izvorno organizirani kao konfederacija od 3 plemena: Tenočka (Tenochca) ili pravih Mexica, Acolhua i Tlakopanci (Tlacopans).
- Populacija (2007):
- Kultura: visokosivilizirani narod. Pismo, kalendar, vješti graditelji, politeisti, ritualna smaknuća i kanibalizam glavne su im značajke.
- Vanjske poveznice:

Asuriní do Tocantins. Ostali nazivi: Akuáwa, Akwawa, Azuriní, Asurini do Trocará.
- Lokacija: Trocará na rijeci Tocantins, Pará
- Jezik/porijeklo: Tupi, Tupi-Guarani, Tenetehara
- Populacija: 191 (1995 AMTB)
- Kultura:
- Vanjske poveznice:

Asuriní do Xingú. Ostali nazivi: Awaeté, Awaté, Asuriní do Coatinema.
- Lokacija: jedno selo na Rio Piçava blizu Altamire, Pará
- Jezik/porijeklo: Tupi, Tupi-Guarani, Kayabi-Arawete
- Populacija: 63 (1994 ALEM).
- Kultura:
- Vanjske poveznice:

Atakapa. Ostali nazivi:  Attacapa
- Lokacija: Teksas.
- Jezik/porijeklo: atakapa, porodica atakapa
- Populacija: †
- Kultura:
- Vanjske poveznice:

Atampaya. Ostali nazivi:
- Lokacija: Queensland, krajnji sjever Cape York Peninsula, Eliot Creek.
- Jezik/porijeklo: Pama-Nyunga
- Populacija:
- Kultura:
- Vanjske poveznice:

 Āti Awa →Te Āti Awa 
Atikamekw. Ostali nazivi: Tête de Boule, Attimewk, Atihkamekw, Atikamek
- Lokacija: Quebec, Kanada.
- Jezik/porijeklo: Algonkin.
- Populacija: 3,225 population (1986 SIL).
- Kultura: ribari.
- Vanjske poveznice:

Atjinuri. Ostali nazivi: Adjinadi, Itinadjana, Itinadyana, Itinadyand, Imatjana, Ulwadjana.
- Lokacija: Queensland, Australija
- Jezik/porijeklo: australski.
- Populacija (2007):
- Kultura:
- Vanjske poveznice:

Atroari. Ostali nazivi: Atruahí, Aturahis, Aturaí
- Lokacija: rijeke Alalau, Camanau, Jatapu i Jauaperi u državama Amazonas i Roraima
- Jezik/porijeklo: Karibi
- Populacija: 350 (1995 SIL).
- Kultura:
- Vanjske poveznice:

Atsahuaca. Ostali nazivi: Yamiaca
- Lokacija: na rijeci Carama, pritoka Tambopate i rijeke Chaspa, pritoke Inambarija.
- Jezik/porijeklo: Panoanski narodi
- Populacija: 1904. imali su 20 govornika
- Kultura:
- Vanjske poveznice:

Atsugewi. Ostali nazivi:
- Lokacija: Kalifornija
- Jezik/porijeklo: atsugewi, Palaihni.
- Populacija:
- Kultura:
- Vanjske poveznice:

Attakar. Ostali nazivi: Ataka
- Lokacija:  Kaduna, Nigerija
- Jezik/porijeklo: dijalekt jezika katab, benue-kongoanski narodi
- Populacija:
- Kultura:
- Vanjske poveznice:

Auaké. Ostali nazivi: Aoaqui, Aoaquis, Awaké, Arutani
- Lokacija: Roraima, Brazil; države Bolivar,  Venezuela
- Jezik/porijeklo: Arutani-Sape. Žene se s Ninam Indijancim i gube identitet.
- Populacija: 17 u Brazilu (1986 SIL); 30 (5 govornika) Venezuela (1977);
- Kultura:
- Vanjske poveznice:

Auetö. Ostali nazivi: Awetí, Awetö, Aueto, Auiti.
- Lokacija: Xingú Park, Mato Grosso
- Jezik/porijeklo: Tupi, Aweti.
- Populacija:
- Kultura:
- Vanjske poveznice:

Auishiri. Ostali nazivi: Abishira
- Lokacija: na jezeru Vacacocha na rijeci Napo, Peru.
- Jezik/porijeklo: neklasificirani
- Populacija:
- Kultura:
- Vanjske poveznice:

Aushiri. Ostali nazivi: Auxira
- Lokacija: pritoke desne obale Napoa, Peru.
- Jezik/porijeklo: Zaparo.
- Populacija:
- Kultura:
- Vanjske poveznice:

 Australski narodi →Aboridžini 
Austrijanci. Ostali nazivi:
- Lokacija: poglavito Austrija (7,061,000), u još deset država ima ih u : SAD (1,056,000), Italija (261,000), Njemačka (245,000), Švicarska (37,000), Slovenija (25,000), Ujedinjeno Kraljevstvo (25,000), Češka (9,200), Švedska (6,200), Novi Zeland (1,600), Hrvatska (300).
- Jezik/porijeklo: bavarski jezik, Ost-Oberdeutsch (6,983,298; u Austriji, 2000 WCD), germanski jezici. Porijeklom od Bavaraca ili starih Bajuvara.
- Populacija (2007): 8,727,000
- Kultura:
- Vanjske poveznice:

Austronezijski narodi. Ostali nazivi: Austronesian peoples (engleski)
- Lokacija: Oceanija, Indionezija, Malaja, Filipini, Formoza (Tajvan), Madagaskar, Kambodža, Mjanmar, tajland
- Jezik/porijeklo: austronezijski jezici
- Populacija (2007):
- Kultura:
- Vanjske poveznice:

 Auwulwarwak →Wurango 
Auyoka. Ostali nazivi: Auyokawa
- Lokacija:  Jigawa, Nigerija
- Jezik/porijeklo: čadski narodi
- Populacija:
- Kultura:
- Vanjske poveznice:

Avá-Canoeiro. Ostali nazivi: Canoeiros, Canoe, Canoa, Avá, Abá, Awana, Avá-Canoeiros
- Lokacija: Goiás, otok Banana i gornji Tocantins
- Jezik/porijeklo: Tupi, Tupi-Guarani, Tenetehara
- Populacija:
- Kultura:
- Vanjske poveznice:

Avarci. Ostali nazivi: Аварцы (ruski), Avari (nisu srodnici starih Avara).
- Lokacija: poglavito Dagestan, Rusija (746,000), Azerbajdžan (52,000), Gruzija (4,000), nadalje: Ukrajina (2,400), Kazahstan (1,400), Kirgizija (1,200), Uzbekistan (1,100), Turkmenistan (800	).
- Jezik/porijeklo: avarski jezik pripada avarsko-andodidojskoj skupini sjeveroistočne kavkaske porodice.
- Populacija (2007): 810,000
- Kultura:
- Vanjske poveznice:

Awabakal. Ostali nazivi: Awabagal, Kuri, Kuringgai.
- Lokacija: Novi Južni Wales, Australija
- Jezik/porijeklo: australski, porodica Pama-Nyungan. Horde: Minyowa
- Populacija (2007):
- Kultura:
- Vanjske poveznice:

Awak. Ostali nazivi:
- Lokacija: države Bauchi i Gombe, Nigerija
- Jezik/porijeklo: Adamawa-ubangijski narodi
- Populacija (2007): 8,900;  6,000 (1995 CAPRO).
- Kultura: poglavito farmeri (proso), nadalje ribari, lovci i trgovci. Klanska podjela, sela kompaktna, ograđena drvenim zaštitnim ogradama. uz kršćanstvo sačuvala se i tradicionalna religija.
- Vanjske poveznice:

 Awaké →Auaké 
Awarai. Ostali nazivi:  Warai, Warei, Warrai, Awarrai, Awarra.
- Lokacija: Sjeverni teritorij, Australija
- Jezik/porijeklo: australski.
- Populacija (2007):
- Kultura:
- Vanjske poveznice:

Awinmul. Ostali nazivi:  Awinnmull, Awinmil.
- Lokacija: Sjeverni teritorij, Australija
- Jezik/porijeklo: australski.
- Populacija (2007):
- Kultura:
- Vanjske poveznice:

Awori. Ostali nazivi: Auyokawa
- Lokacija:  Lagos, Ogun, Nigerija
- Jezik/porijeklo: dijalekt jezika yoruba, benue-kongoanski narodi
- Populacija:
- Kultura:
- Vanjske poveznice:

Awuna. Ostali nazivi:
- Lokacija: provincija Zou, Benin
- Jezik/porijeklo: Kwa, Nigersko-kongoanski narodi
- Populacija: 3,470 (1992 census).
- Kultura:
- Vanjske poveznice:

 Ayabadhu →Ajabatha  
Aymara. Ostali nazivi: Ajmara (hrvatski); Aimara
- Lokacija: poglavito Bolivija i Peru
- Jezik/porijeklo: porodica aymara.
- Populacija (2007):
- Kultura:
- Vanjske poveznice:

Ayoreo. Ostali nazivi:
- Lokacija: poglavito Bolivija i Paragvaj (kao Morotoco)
- Jezik/porijeklo: Zamuco
- Populacija: 3,000 u Paraguaju (1991); 1,000 do 1,500 u Boliviji; ukupno 4,000 do 4,500.
- Kultura:
- Vanjske poveznice:

Ayu. Ostali nazivi: Auyokawa
- Lokacija:  Kaduna, Nigerija
- Jezik/porijeklo:  benue-kongoanski narodi
- Populacija: 4,000 (1976 SIL).
- Kultura:
- Vanjske poveznice:

Azeri. Ostali nazivi: Azerbajdžanci, Азербайджанцы (ruski)
- Lokacija: Azerbajdžan, Iran.
- Jezik/porijeklo: turski jezici, klasificiraju se u Oguze (Jugozapadne Turke). Dvije glavne skupine su Sjeverni (8,534,000) u Azerbajdžanu i Južni (16,224,000) u Iranu
- Populacija (2007):
- Kultura:
- Vanjske poveznice:

Azou. Ostali nazivi:
- Lokacija:
- Jezik/porijeklo:
- Populacija (2007):
- Kultura:
- Vanjske poveznice:

 Aztec →Asteci 